# 14428 Lazaridis
14428 Lazaridis è un asteroide della fascia principale. Scoperto nel 1991, presenta un'orbita caratterizzata da un semiasse maggiore pari a 3,1878125 UA e da un'eccentricità di 0,1822420, inclinata di 1,60322° rispetto all'eclittica.
L'asteroide era stato inizialmente battezzato 14428 Laziridis per poi essere corretto nella denominazione attuale.
L'asteroide è dedicato all'imprenditore greco-canadese Mike Lazaridis, fondatore del Perimeter Institute for Theoretical Physics.